# Україна на пісенному конкурсі Євробачення 2017
Україна стала країною, де відбувався 62-ий Пісенний конкурс Євробачення 2017, оскільки 15 травня 2016 року на попередньому 61-му пісенному конкурсі Євробачення 2016, що відбувся в Стокгольмі, Швеція, українська співачка кримськотатарського та вірменського походження, Джамала піснею «1944» у фіналі здобула перемогу, набравши 534 бали.
Вперше Україна приймала конкурсантів 21 травня 2005 року на 50-му пісенному конкурсі «Євробачення 2005» після перемоги української співачки Руслани із піснею «Дикі танці» у конкурсі «Євробачення 2004» , який відбувався на сцені «Абді Іпекчі» в Стамбулі.
Національний відбір на конкурс «Євробачення-2017» здійснювала Національна суспільна телерадіокомпанія України (НСТУ) спільно з телеканалом «Світ телебачення» (СТБ), зважаючи на минулорічні домовленості.
За його підсумками, Україну на Євробаченні 2017 представляв гурт «O.Torvald». Представник України на Євробаченні виступив відразу у фіналі конкурсу, позаяк Україна є країною, яка його приймала.

## Національний відбір
Національний відбір України на 62-й пісенний конкурс «Євробачення», що відбудеться в Києві (Україна), провели «Національна телекомпанія України» спільно з телеканалом «СТБ», який взяв на себе зобов'язання щодо проведення всеукраїнських кастингів, постановок номерів усім учасникам фіналу відбору, проведення прямих ефірів, а також фінансові витрати, пов'язані з організацією поїздки фіналіста на конкурс. Всеукраїнські кастинги учасників національного відбору відбулися у жовтні-листопаді 2016 року в Запоріжжі, Харкові, Одесі, Львові, Дніпрі та Києві. Прямі трансляції національних відборів відбулися на телеканалах «UA:Перший» та «СТБ».

### Формат
1 вересня 2016 року було оголошено про початок прийому заявок на участь у Національному відборі України на пісенний конкурс «Євробачення». У жовтні-листопаді команда Національного відбору відвідала найбільші міста України, де Костянтин Меладзе особисто прослухав усіх, хто подав заявки на участь. Заявки для онлайн-голосування приймали з 1 вересня 2016 року по 10 січня 2017 року. До участі у відборі допускали виконавців, яким виповнилося 16 років, і які мали всі майнові права на пісню та відповідали умовам конкурсу.
17 січня 2017 року було опубліковано список учасників Національного відбору. 20 січня відбулося жеребкування, де визначили учасників першого, другого та третього півфіналів.
| Півфіналісти | Півфіналісти        | Півфіналісти           | Півфіналісти             | Півфіналісти  | Півфіналісти                                   |
| №            | Виконавці           | Пісня                  | Переклад                 | Мова          | Автори                                         |
| ------------ | ------------------- | ---------------------- | ------------------------ | ------------- | ---------------------------------------------- |
| 1            | «O.Torvald»         | «Time»                 | Час                      | (англ.)       |                                                |
| 2            | TAYANNA             | «I Love You»           | Я тебе кохаю             | (англ.)       | Макс Барських, Тетяна Решетняк                 |
| 3            | MELOVIN             | «Wonder»               | «Диво»                   | (англ.)       | Костянтин Бочаров, Mickey Mic                  |
| 4            | ROZHDEN             | «Saturn»               | Сатурн                   | (англ.)       | Panos Liassi, Rafael Ishman                    |
| 5            | ILLARIA             | «Thank You For My Way» | Дякую за мій шлях        | (англ.)       | Ганна Розіна, Іван Розін                       |
| 6            | «Сальто назад»      | «О, мамо!»             | —                        | (укр.)        | Іван Клименко                                  |
| 7            | «KADNAY»            | «Freedom In My Mind»   | «Свобода в моєму розумі» | (англ.)       | Дмитро Каднай, Пилип Коляденко, Антін Карський |
| 8            | «Vivienne Mort»     | «Іній»                 | —                        | (укр.)        | Даніела Заюшкіна                               |
| 9            | Арсен Мірзоян       | «Geraldine»            | Джеральдіна              | (фр.)         | Арсен Мірзоян, Поль Манандіз                   |
| 10           | «СКАЙ»              | «All My Love For You»  | Усе моє кохання для тебе | (англ.)       | Олег Собчук, Джон Гілл                         |
| 11           | «DETACH»            | «Distance»             | Відстань                 | (англ.)       |                                                |
| 12           | «Panivalkova»       | «Докучаю»              | —                        | (укр.)        |                                                |
| 13           | KUZNETSOV           | «Deep Shivers»         | «Глибокі тремтіння»      | (англ.)       | Руслан Кузнецов                                |
| 14           | MamaRika            | «We Are One»           | Ми неподільні            | (англ.)       | Анастасія Кочетова, Іван Клименко              |
| 15           | «Green Grey»        | «Future Is Now»        | «Майбутнє вже зараз»     | (англ.)       |                                                |
| 16           | Aghiazma            | «Synthetic Sun»        | Синтетичне сонце         | (англ.)       |                                                |
| 17           | Анастасія Прудіус   | «Flow»                 | «Потік»                  | (англ.)       | Анастасія Прудіус, Антін Карський              |
| 18           | Міла Нитич          | «Mystery»              | Містерія                 | (англ.)       | Юлія Хащевська                                 |
| 19           | Lumiere             | «Make It Real»         | Зроби це по-справжньому  | (англ.)       | Роман Веремейчик                               |
| 20           | «Monochromea»       | «Blue Bird»            | Синій птах               | (англ.)       | Христина Хром'як                               |
| 21           | Віталій Козловський | «Be Your Light»        | Бути твоїм світлом       | (англ.)       |                                                |
| 22           | «Пающіє труси»      | «Singing Pants»        | Співочі труси            | (англ.)       |                                                |
| 23           | «Letay»             | «Світ чекає»           | —                        | (укр.)(англ.) | Ілля Резніков                                  |
| 24           | Laliko              | «Sugar Whisper»        | «Цукровий шепіт»         | (англ.)       | Лалі Ергемлідзе                                |

#### Повернення
Наступні виконавці брали участь у відборі раніше:
| Виконавці           | Рік  | Пісня                                  | Місце         |
| ------------------- | ---- | -------------------------------------- | ------------- |
| TAYANNA             | 2009 | Kiss (У складі гурту Гарячий шоколад)  | 8 (фінал)     |
| ILLARIA             | 2014 | I’m Alive                              | 5 (фінал)     |
| MamaRika            | 2010 | Не сходи с ума (У складі гурту Stereo) | 9 (фінал)     |
| Міла Нитич          | 2011 | Goodbye                                | 10 (фінал)    |
| Віталій Козловський | 2010 | I-L@VE?                                | 11-20 (фінал) |

Суддями національного відбору стали композитор і музичний продюсер — Костянтин Меладзе, співачка, переможниця 61-го пісенного конкурсу «Євробачення» — Джамала та співак і композитор, більш відомий в образі Вірки Сердючки, представник України на 52-му пісенному конкурсі «Євробачення» — Андрій Данилко, ведучим — Сергій Притула.

### Перший півфінал
Перший півфінал провели 4 лютого 2017 року. За результатами голосування до фіналу вийшли співачка Tayanna та гурт «Сальто назад». Представники Білорусі та Грузії на пісенному конкурсі Євробачення 2017 виступили, як запрошені гості.
| Перший півфінал — 4 лютого 2017 | Перший півфінал — 4 лютого 2017 | Перший півфінал — 4 лютого 2017 | Перший півфінал — 4 лютого 2017 | Перший півфінал — 4 лютого 2017 | Перший півфінал — 4 лютого 2017 | Перший півфінал — 4 лютого 2017 | Перший півфінал — 4 лютого 2017 |
| №                               | Виконавець                      | Пісня                           | Судді                           | Глядачі                         | Глядачі                         | Підсумок                        | Місце                           |
| №                               | Виконавець                      | Пісня                           | Судді                           | Відсотки                        | Очки                            | Підсумок                        | Місце                           |
| ------------------------------- | ------------------------------- | ------------------------------- | ------------------------------- | ------------------------------- | ------------------------------- | ------------------------------- | ------------------------------- |
| 1                               | «СКАЙ»                          | «All My Love For You»           | 6а                              | 9,54 %                          | 5                               | 11                              | 4-те                            |
| 2                               | «Lumiere»                       | «Make It Real»                  | 2                               | 6,30 %                          | 3                               | 5                               | 6-те                            |
| 3                               | «Monochromea»                   | «Blue Bird»                     | 3б                              | 4,35 %                          | 2                               | 5                               | 7-ме                            |
| 4                               | Laliko                          | «Sugar Whisper»                 | 1                               | 4,29 %                          | 1                               | 2                               | 8-ме                            |
| 5                               | «Сальто назад»                  | «О, мамо!»                      | 8в                              | 11,82 %                         | 6                               | 14                              | 2-ге                            |
| 6                               | MamaRika                        | «We Are One»                    | 5г                              | 8,76 %                          | 4                               | 9                               | 5-те                            |
| 7                               | TAYANNA                         | «I Love You»                    | 7ґ                              | 30,05 %                         | 8                               | 15                              | 1-ше                            |
| 8                               | Арсен Мірзоян                   | «Geraldine»                     | 4д                              | 24,90 %                         | 7                               | 11                              | 3-тє                            |

НОТАТКИ:
а. ↑  Костянтин Меладзе — 8.
б. ↑  Джамала — 4.
в. ↑  Костянтин Меладзе — 7, Джамала — 8, Андрій Данилко — 8.
г. ↑  Костянтин Меладзе — 5, Джамала — 5, Андрій Данилко — 5.
ґ. ↑  Костянтин Меладзе — 6, Джамала — 7, Андрій Данилко — 7.
д. ↑  Джамала — 1.

### Другий півфінал
Другий півфінал провели 11 лютого 2017 року. За результатами голосування до фіналу вийшли співачка ILLARIA та співак ROZHDEN.
| Другий півфінал — 11 лютого 2017 | Другий півфінал — 11 лютого 2017 | Другий півфінал — 11 лютого 2017 | Другий півфінал — 11 лютого 2017 | Другий півфінал — 11 лютого 2017 | Другий півфінал — 11 лютого 2017 | Другий півфінал — 11 лютого 2017 | Другий півфінал — 11 лютого 2017 |
| №                                | Виконавець                       | Пісня                            | Судді                            | Глядачі                          | Глядачі                          | Підсумок                         | Місце                            |
| №                                | Виконавець                       | Пісня                            | Судді                            | Відсотки                         | Очки                             | Підсумок                         | Місце                            |
| -------------------------------- | -------------------------------- | -------------------------------- | -------------------------------- | -------------------------------- | -------------------------------- | -------------------------------- | -------------------------------- |
| 1                                | «Letay»                          | «Світ чекає»                     | 1                                | 5.76 %                           | 1                                | 2                                | 8-ме                             |
| 2                                | Міла Нитич                       | «Mystery»                        | 3а                               | 7.66 %                           | 3                                | 6                                | 7-ме                             |
| 3                                | KUZNETSOV                        | «Deep Shivers»                   | 2                                | 18.08 %                          | 7                                | 9                                | 5-те                             |
| 4                                | «Aghiazma»                       | «Synthetic Sun»                  | 5б                               | 7.66 %                           | 2                                | 7                                | 6-те                             |
| 5                                | «DETACH»                         | «Distance»                       | 4                                | 17.71 %                          | 6                                | 10                               | 3-тє                             |
| 6                                | ROZHDEN                          | «Saturn»                         | 8                                | 11.18 %                          | 5                                | 13                               | 2-ге                             |
| 7                                | «Panivalkova»                    | «Докучаю»                        | 6в                               | 10.37 %                          | 4                                | 10                               | 4-те                             |
| 8                                | ILLARIA                          | «Thank You For My Way»           | 7                                | 21.59 %                          | 8                                | 15                               | 1-ше                             |

НОТАТКИ:
а. ↑  Андрій Данилко — 2.
б. ↑  Джамала — 3, Андрій Данилко — 7.
в. ↑  Костянтин Меладзе — 3, Андрій Данилко — 8.

### Третій півфінал
Третій півфінал провели 18 лютого 2017 року. За результатами голосування до фіналу вийшли співак MELOVIN та гурт «O.Torvald». Представник Іспанії на пісенному конкурсі Євробачення 2017 — Manel Navarro — виступив із піснею «Do It For Your Lover» як запрошений гість.
| Третій півфінал — 18 лютого 2017 | Третій півфінал — 18 лютого 2017 | Третій півфінал — 18 лютого 2017 | Третій півфінал — 18 лютого 2017 | Третій півфінал — 18 лютого 2017 | Третій півфінал — 18 лютого 2017 | Третій півфінал — 18 лютого 2017 | Третій півфінал — 18 лютого 2017 |
| №                                | Виконавець                       | Пісня                            | Судді                            | Глядачі                          | Глядачі                          | Підсумок                         | Місце                            |
| №                                | Виконавець                       | Пісня                            | Судді                            | Відсотки                         | Очки                             | Підсумок                         | Місце                            |
| -------------------------------- | -------------------------------- | -------------------------------- | -------------------------------- | -------------------------------- | -------------------------------- | -------------------------------- | -------------------------------- |
| 1                                | «Пающіє труси»                   | «Singing Pants»                  | 2                                | 3,48 %                           | 1                                | 3                                | 8-ме                             |
| 2                                | «O.Torvald»                      | «Time»                           | 7                                | 19,70 %                          | 7                                | 14                               | 1-ше                             |
| 3                                | Анастасія Прудіус                | «Flow»                           | 3                                | 7,71 %                           | 3                                | 6                                | 6-те                             |
| 4                                | Віталій Козловський              | «Be Your Light»                  | 1                                | 5,27 %                           | 2                                | 3                                | 7-ме                             |
| 5                                | «KADNAY»                         | «Freedom In My Mind»             | 8а                               | 14,50 %                          | 5                                | 13                               | 3-тє                             |
| 6                                | MELOVIN                          | «Wonder»                         | 5                                | 23,84 %                          | 8                                | 13                               | 2-ге                             |
| 7                                | «Green Grey»                     | «Future Is Now»                  | 4                                | 10,15 %                          | 4                                | 8                                | 5-те                             |
| 8                                | «Vivienne Mort»                  | «Іній»                           | 6б                               | 15,36 %                          | 6                                | 12                               | 4-те                             |

НОТАТКИ:
а. ↑  Костянтин Меладзе — 8, Джамала — 6, Андрій Данилко — 8.
б. ↑  Джамала — 8, Андрій Данилко — 4.

### Фінал
25 лютого 2017 року в результаті спільного голосування суддів та глядачів по наслідкам проведення фінальної частини національного відбору, 1 місце посів гурт O.Torvald з піснею Time, який і представляв Україну на пісенному конкурсі Євробачення 2017 у Києві 13 травні 2017 року.
У фіналі національного відбору як запрошені гості виступили представниці Франції на пісенному конкурсі Євробачення 2017 — Alma із піснею «Requiem», та Польщі — Kasia Moś із піснею «Flashlight».
Результати голосоування склалися неоднозначно. Судді надали перевагу TAYANNA (максимальна оцінка), глядачі ж обрали фаворитом MELOVIN (максимальна оцінка), в результаті чого переміг гурт «O.Torvald».
| Фінал — 25 лютого 2017. | Фінал — 25 лютого 2017. | Фінал — 25 лютого 2017. | Фінал — 25 лютого 2017. | Фінал — 25 лютого 2017. | Фінал — 25 лютого 2017. | Фінал — 25 лютого 2017. | Фінал — 25 лютого 2017. |
| №                       | Виконавець              | Пісня                   | Судді                   | Глядачі                 | Глядачі                 | Підсумок                | Місце                   |
| №                       | Виконавець              | Пісня                   | Судді                   | Відсотки                | Очки                    | Підсумок                | Місце                   |
| ----------------------- | ----------------------- | ----------------------- | ----------------------- | ----------------------- | ----------------------- | ----------------------- | ----------------------- |
| 1                       | «Сальто назад»          | «О, мамо!»              | 1а                      | 11,35 %                 | 3                       | 4                       | 6-те                    |
| 2                       | MELOVIN                 | «Wonder»                | 2б                      | 31,22 %                 | 6                       | 8                       | 3-тє                    |
| 3                       | «O.Torvald»             | «Time»                  | 5в                      | 25,57 %                 | 5                       | 10                      | 1-ше                    |
| 4                       | ILLARIA                 | «Thank You For My Way»  | 4г                      | 7,43 %                  | 1                       | 5                       | 5-те                    |
| 5                       | TAYANNA                 | «I Love You»            | 6ґ                      | 16,69 %                 | 4                       | 10                      | 2-ге                    |
| 6                       | ROZHDEN                 | «Saturn»                | 3д                      | 7,73 %                  | 2                       | 5                       | 4-те                    |

НОТАТКИ:
а. ↑  Костянтин Меладзе — 1, Джамала — 1, Андрій Данилко — 1.
б. ↑  Костянтин Меладзе — 3, Джамала — 2, Андрій Данилко — 6.
в. ↑  Костянтин Меладзе — 2, Джамала — 6, Андрій Данилко — 5.
г. ↑  Костянтин Меладзе — 4, Джамала — 4, Андрій Данилко — 4.
ґ. ↑  Костянтин Меладзе — 6, Джамала — 5, Андрій Данилко — 2.
д. ↑  Костянтин Меладзе — 5, Джамала — 3, Андрій Данилко — 3.

## Ведучі
27 лютого 2017 року ведучими конкурсу обрані відомі телеведучі України: Тімур Мірошніченко, Олександр Скічко  та Володимир Остапчук. 

## Церемоніальний рекорд
7 травня 2017 року на офіційній церемонії відкриття Євробачення – 2017 на площі Конституції у Києві відбулося встановлення найдовшої (за усю історію Євробачень) червоної доріжки довжиною у 265 метрів. 

## Офіційне відкриття конкурсу
7 травня поблизу Маріїнського палацу та будівлі Верховної Ради України відбулася офіційна церемонія урочистого відкриття конкурсу. По червоній доріжці пройшли учасники-представники усіх країн міжнародного пісенного змагання.

## Звернення Президента України з нагоди відкриття конкурсу
7 травня Президент України виступив з офіційним зверненням до національної та міжнародної громадськості з нагоди урочистого відкриття у Києві конкурсу Євробачення - 2017.

## Правила голосування для глядачів України
9 травня встановлено порядок голосування під час другого півфіналу та фіналу конкурсу для телеглядачів України.

## Місце України на конкурсі
У фіналі учасник від України отримав 36 балів та зайняв 24 місце з 26 конкурсантів фіналу пісенного конкурсу Євробачення-2017. Таким чином, це стало найгіршим результатом України за всю історію її участі в конкурсі. 

## Відео
- Відео пісні O.TORVALD - Time для Євробачення-2017: /Ютюб/ [Архівовано 26 лютого 2017 у Wayback Machine.]